# Kumarwarti
Kumarwarti (nepalski: कुमारवर्ती) – gaun wikas samiti w zachodniej części Nepalu w strefie Lumbini w dystrykcie Nawalparasi. Według nepalskiego spisu powszechnego z 2001 roku liczył on 947 gospodarstw domowych i 5143 mieszkańców (2731 kobiet i 2412 mężczyzn).